# Rudnik Wielki (gmina)
Rudnik Wielki – dawna gmina wiejska, istniejąca w latach 1867–1954 w Kieleckiem i Katowickiem. Początkowo siedzibą władz gminy była wieś Rudnik Wielki, lecz od 1870 roku siedziba gminy znajdowała się we wsi Koziegłowy (stanowiąca od lat międzywojennych odrębną gminę wiejską, a do 1870 i od 1950 będącej gminą miejską.
Za Królestwa Polskiego gmina Rudnik-Wielki należała do powiatu będzińskiego w guberni piotrkowskiej. Gmina Rudnik Wielki posiadała południową eksklawę (Cynków), oddzieloną od głównej części gminy pasmem terytorium gminy Koziegłowy (Wojsławice). 19 maja?/31 maja 1870 do gminy przyłączono pozbawione praw miejskich Koziegłowy.
2 sierpnia 1915, podczas I wojny światowej, niemieckie władze okupacyjne z gminy Rudnik Wielki wydzieliły miejscowość Koziegłowy wraz z koloniami Wyłągi, Koziegłowy, Reczek, Rozochacz i Świnie, tworząc z nich samodzielną gminę Koziegłowy. Natomiast aby uniknąć dwóch jednostek o tej samej nazwie, dotychczasową (wielowioskową) gminę Koziegłowy przekształcono w gminę Koziegłówki. Podział ten zachował się po odzyskaniu przez Polskę niepodległości.
Na początku okresu międzywojennego gmina Rudnik Wielki należała do powiatu będzińskiego w woj. kieleckim (tuż po wojnie wyodrębniono z niej gminę Koziegłowy). 1 stycznia 1927 roku gmina weszła w skład nowo utworzonego powiatu zawierciańskiego w tymże województwie. Gmina składała się z dwóch oddzielonych od siebie sektorów z siedzibą położoną w innej gminie (gmina Koziegłowy). Po wojnie gmina przez bardzo krótki czas zachowała przynależność administracyjną, lecz już 18 sierpnia 1945 roku została wraz z całym powiatem zawierciańskim przyłączona do woj. śląskiego (od 6 lipca 1950 roku pod nazwą woj. katowickie, a od 9 marca 1953 jako woj. stalinogrodzkie).
1 lipca 1952 roku gmina składała się z 6 gromad: Cynków, Gniazdów, Mzyki, Rudnik Mały, Rudnik Wielki i Siedlec. Jednostka została zniesiona 29 września 1954 roku wraz z reformą wprowadzającą gromady w miejsce gmin. Po reaktywowaniu gmin 1 stycznia 1973 roku gminy Rudnik Wielki nie przywrócono. Jej dawny obszar znajduje się obecnie w granicach gmin Koziegłowy (Cynków, Gniazdów, Mzyki, Siedlec Duży i Siedlec Mały) i Kamienica Polska (Rudnik Mały i Rudnik Wielki).